# Монтеротондо
Монтерото́ндо (итал. Monterotondo) — город в Италии, расположен в области Лацио, подчиняется административному центру Рим.
Занимает площадь 40 км². Почтовый индекс — 00015. Телефонный код — 06.
Покровителями коммуны почитаются святые апостолы Филипп и Иаков Младший. Праздник ежегодно празднуется 3 мая.

## Население
Население составляет 36 751 человек (на 2005 г.), плотность населения составляет 919 чел./км².
| Год       | 1881  | 1901  | 1921  | 1936  | 1951   | 1971   | 1991   | 2001   |
| --------- | ----- | ----- | ----- | ----- | ------ | ------ | ------ | ------ |
| Население | 3.910 | 4.552 | 5.632 | 7.354 | 10.165 | 21.752 | 30.124 | 34.376 |

Данные: ISTAT

## Достопримечательности
- Palazzo Orsini Barberini 1286 года постройки, перестроено в XVII веке семейством Барберини.
- Собор Santa Maria Maddalena построен в XVII веке семейством Барберини.
- Церковь Madonna delle Grazie в романском стиле.
- В Археологическом музее (Museo Archeologico territoriale di Monterotondo) представлены находки из Эретума[англ.] (греч. Ἠρητόν) и другие древние артефакты окрестностей.

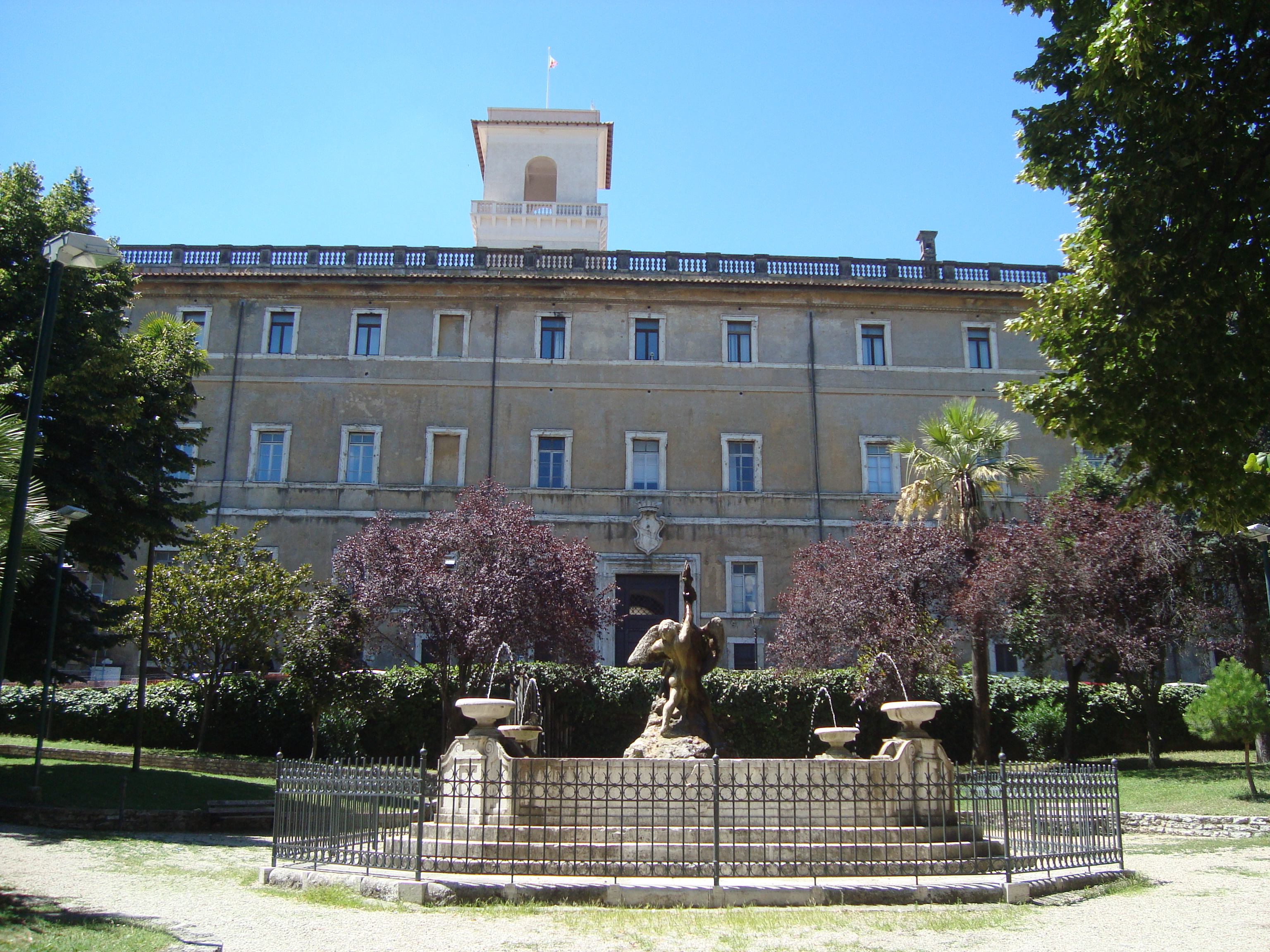
Дворец Орсини
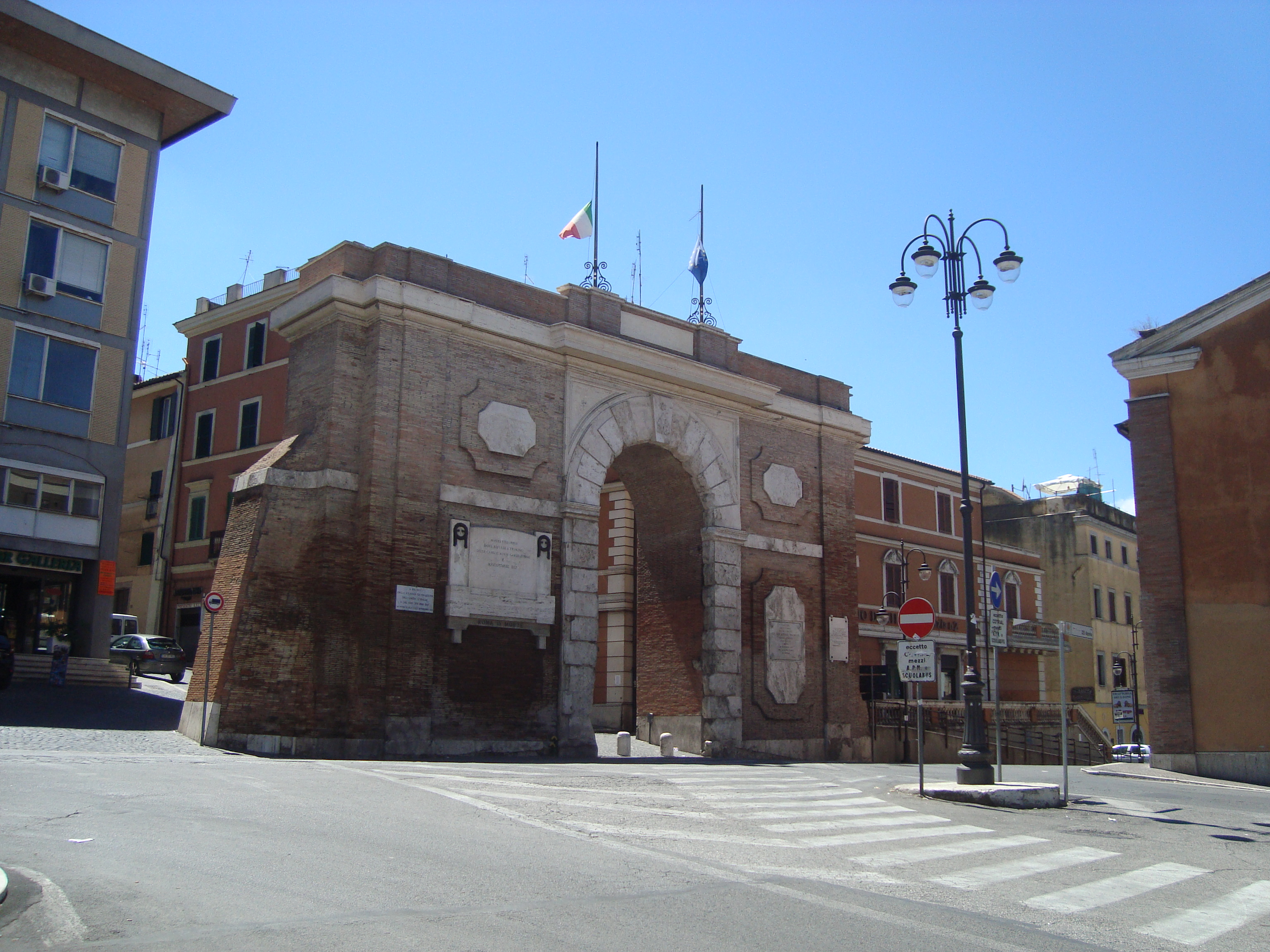
Ворота Гарибальди
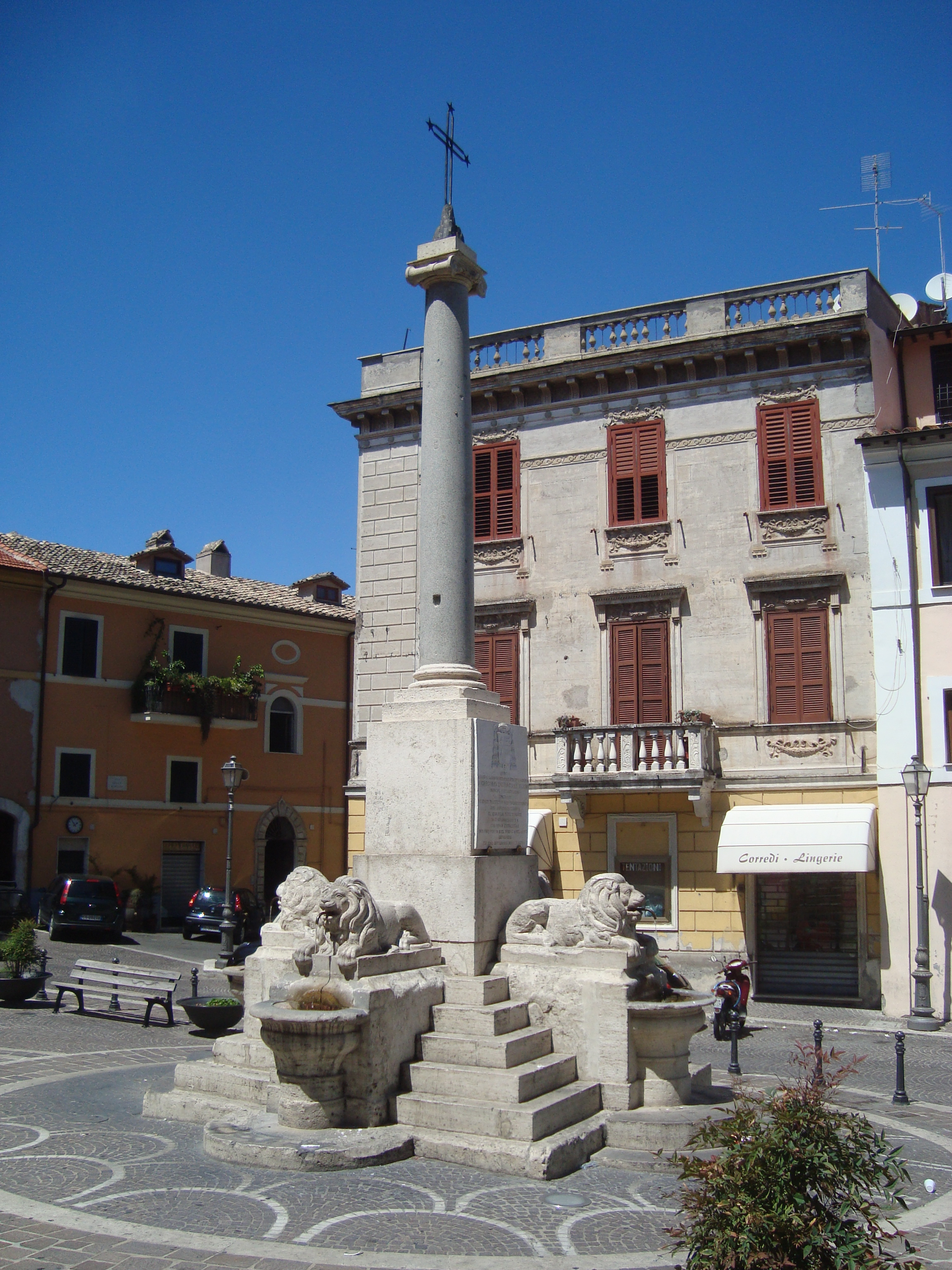
Фонтан "Львы" на площади Пополо
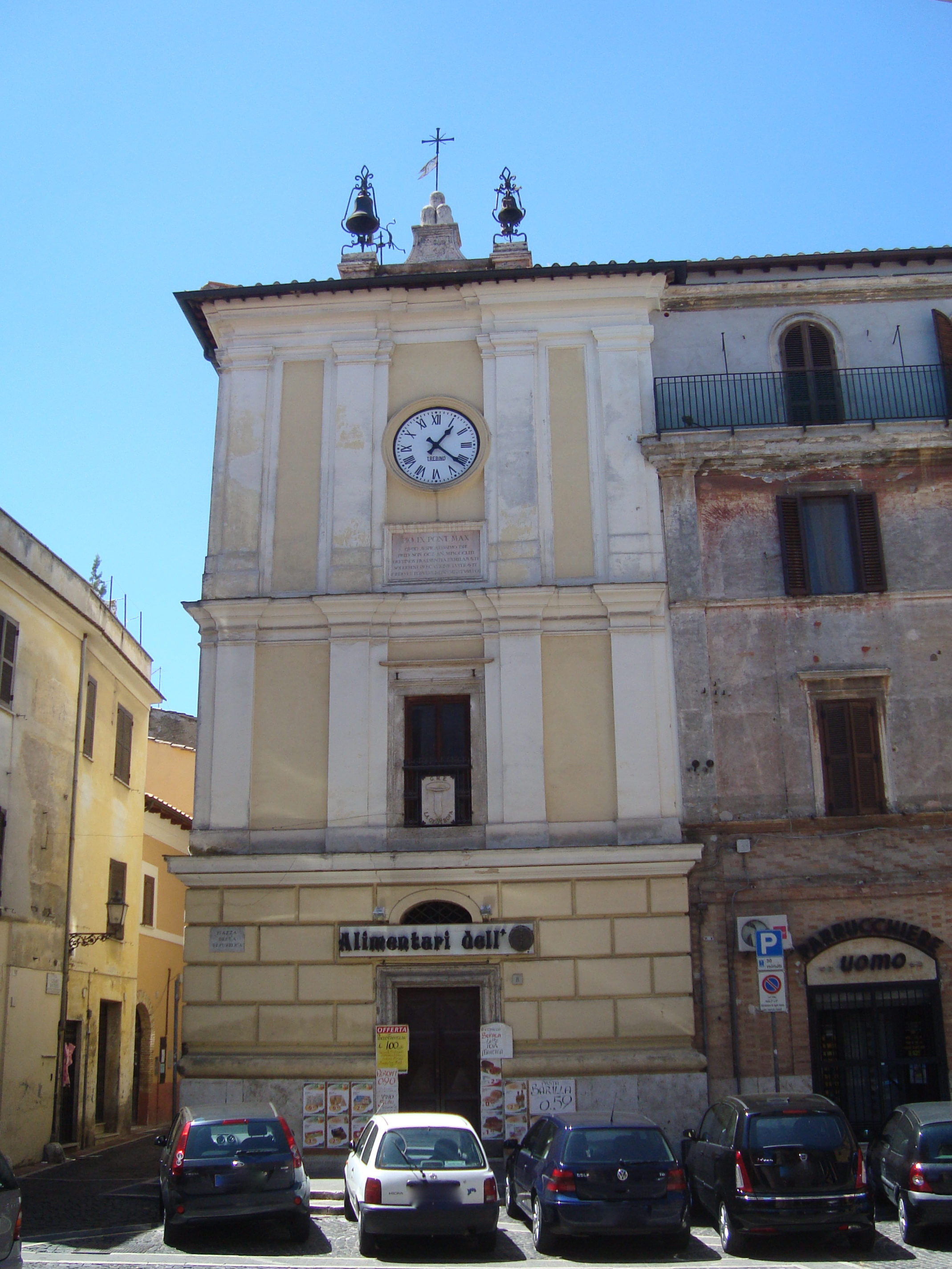
Площадь часов
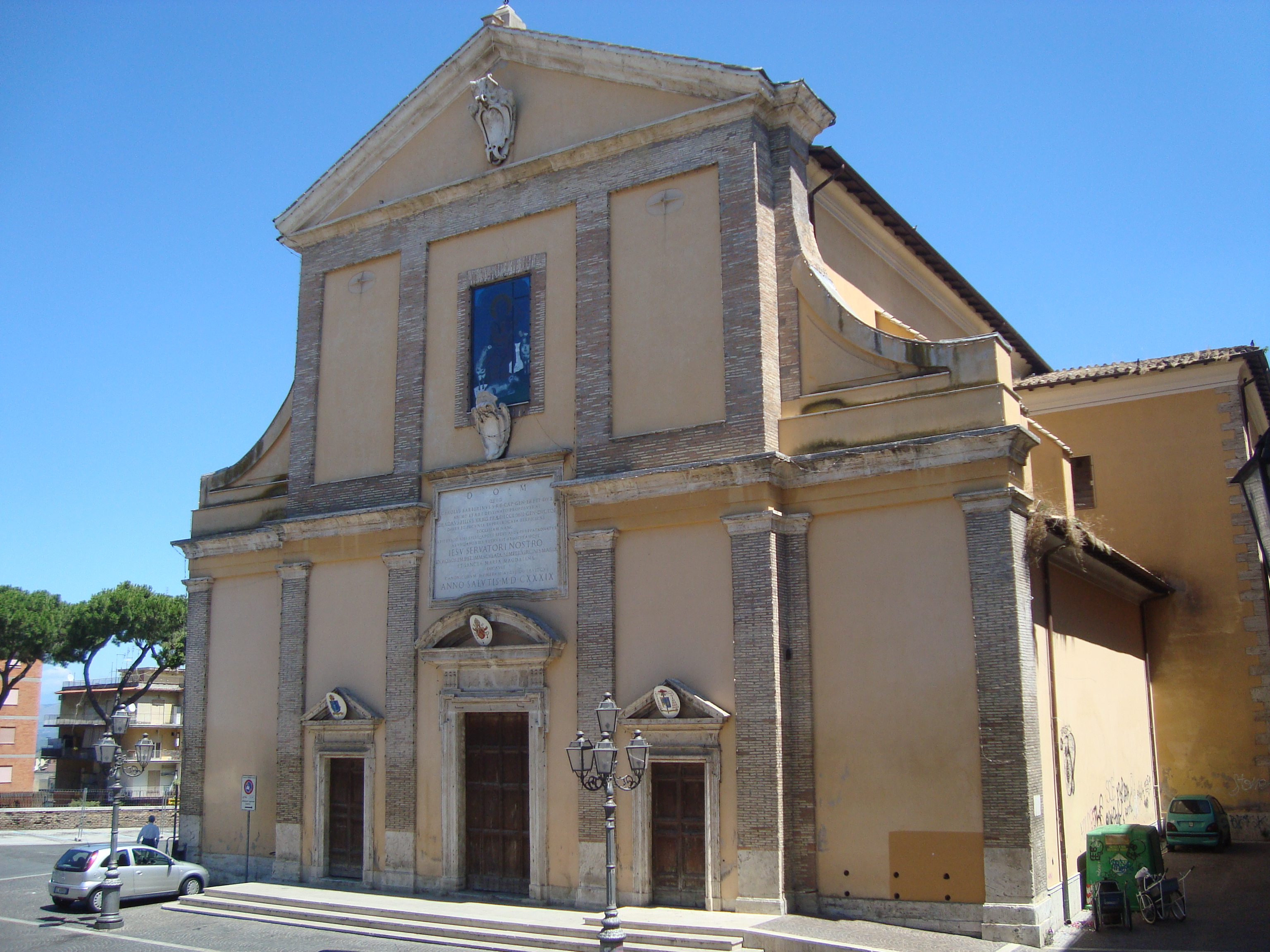
Собор святой равноапостольной Марии Магдалины